# فقدان السمع بجهة واحدة
 فقدان السمع بجهة واحدة Unilateral hearing loss (UHL)  أو  الصمم بجهة واحدة Single-sided deafness 
(SSD)؛ هو أحد أنواع صمم حيث يكون السمع طبيعي في أذن واحدة وضعيف في الأذن الأخرى.

## الاعراض
المرضى في هذه الحالة من الصمم يواجهون صعوبة في:
- السماع بالاذن المصابة
- تركز الصوت
- فهم الحديث في حال وجود ضجيج في الجوار
- العلاقات الشخصية والعلاقات الاجتماعية
- التركيز بصعوبة في الاماكن الكبيرة والمفتوحة.

في حالة الظروف الهادئة، يكون تمييز الحديث ليس أسوأ من السمع الطبيعي للمرضى ذوي الصمم الجزئي، 
ومع ذلك، في حالة الضوضاء يكون تمييز الحديث بمشقة.

## الأسباب
تُعد الوراثة والأمراض التي تصاب بها الأم أكثر الأسباب شيوعًا لحدوث فقدان السمع من جهة واحدة، مثل الصدمات الجسدية، وورم العصب السمعي، وأمراض الأم قبل الولادة مثل الحصبة، والتهاب التيه، وصغر الأذن، والتهاب السحايا، ومرض مينيير، ومتلازمة واردنبورغ، والنكاف (التهاب الغدة النكفية الوبائي)، والتهاب النتوء الحلمي.
يَنتجُ أشد أنواع ضعف السمع من جانب واحد عن: فقدان السمع الحسي العصبي المفاجئ (SSNHL)، وورم العصب السمعي، والتشوهات الشاذة في الأذن الداخلية، ونقص العصب القوقعي (CND)، والنكاف، وعدوى الفيروس المضخم للخلايا الخلقي (CMV)، والتهاب السحايا واضطراب طيف الاعتلال العصبي السمعي ويعتمد العلاج (ANSD) على معرفة سبب ضعف السمع، ويكون العلاج محدوداَ عندما يكون السبب هو الجهاز السمعي المركزي أو العصب السمعي.

## الانتشار
وجدت دراسة أجريت على ألف من تلاميذ المدارس عام 1998 أنه يعاني 6-12 تلميذًا فقدان السمع من جانب واحد ويعاني 0-5 تلاميذ حالة متوسطة أو شديدة من ضعف السمع من جانب واحد. تشير التقديرات إلى أنه في عام 1998، عانى نحو 391,000 طفل في سن الدراسة من ضعف السمع من جانب واحد في الولايات المتحدة.

## العلاج
توجد العديد من العلاجات لفقدان السمع وتشمل الخيارات الجراحية أو غير الجراحية. ويُحدد أحد الخيارين عند وجود سمع ضئيل أو معدوم في الأذن المصابة. فإذا كان هناك بعض السمع في الأذن المصابة، يمكن استعمال جهاز سمع مكبّر وهو خيار غير جراحي، وإذا لم يكن هناك أي سمع، فغالبًا ما يُستخدم نوع خاص غير جراحي من المعينات السمعية يسمى CROS. وتوجد أيضًا خيارات جراحية كزراعة قوقعة أو جهاز توصيل عظمي، ويعود الأمر في النهاية إلى شدة فقدان السمع والطريقة الأكثر ملاءمةَ للمريض.

## حالة فقدان السمع الشديدة بجهة واحدة
عندما تفقد إحدى الأذنين قدرتها السمعية الوظيفية بصورة شديدة يصاب الأشخاص بالصمم العميق ولا يستطيع الأشخاص المصابون سماع إلا صوت أحادي.
يجعل فقدان السمع الشديد من جانب واحد أو الصمم أحادي الجانب SSD فهم الكلام صعبًا للمريض بوجود الضوضاء بمستوى الكلام نفسه، ويستمع الأشخاص الذين يعانون الصمم أحادي الجانب إلى نحو 30–35% من المحادثة فقط. لذلك فهم بحاجة إلى بذل المزيد من الجهد عند التواصل مع الآخرين. يضطر المريض الذي يسمع من أذن واحدة فقط، مع عدم وجود قدرات كافية للتعويض عن الإعاقة، إلى تغيير وضع الاستماع، حيث تكون المناقشات الجماعية وجلسات الاستماع المفعمة بالحيوية صعبة. ويُحرج الأفراد الذين يعانون ضعفًا شديدًا في السمع من جانب واحد اجتماعيًا بسبب المحاولات المستمرة من قبلهم لزيادة السمع إلى أقصى حد ممكن ما يؤدي إلى لغة جسد وسلوكيات غير عادية اجتماعيًا.
يؤثر SSD أيضًا سلبًا على السمع والفهم حيث يَستحيل على المريض تحديد اتجاه ومسافة وحركة مصادر الصوت. وبعد إجراء تقييم باستخدام استبيان مقياس الكلام والمكان وخصائص السمع (SSQ) وُجدَ أن SSD تمثل إعاقة أكبر للأشخاص الذين يعانون ضعفًا شديدًا في السمع في كلتا الأذنين.
غالبًا ما يُخلط بين SSD العميق واضطراب التمييز الحسي (SDD)،
فـ (اضطراب التمييز الحسي) هو نوع من اضطراب التحويلات الحسية، والذي يمكن أن يؤدي إلى تحويل غير صحيح للمعلومات الحسية أو المدخلات السمعية في أثناء التواصل الشخصي.
من المعروف أن SSD تسبب:
- التهيج.
- النفور من الصوت: أي الانزعاج من وجود الضوضاء مهما كانت منخفضة.
- لغة الجسد والسلوكيات المحرجة اجتماعيًا أو غير العادية، مثل التحديق في أفواه الآخرين أو إمالة الرأس بشكل متكرر.
- كثرة الصداع والتوتر.
- العزلة الاجتماعية.
- صعوبة التواصل بين الأشخاص بسبب عدم قدرة الدماغ على عزل أصوات الأفراد الآخرين.
- القلق حتى في حالات الضجيج المنخفض.
- العصبية.
- مشكلة في معرفة مصدر الأصوات.
- الشعور بالدوار.
- صعوبة في الانتباه لما يقوله الناس بما يسمى المراوغة.
- يمكن أن يُخطأ في التشخيص فيُعتقد أنه ADHD.
- قد يعتقد الناس أن المريض لا يهتم بإعطائهم مساحتهم الشخصية أو الاهتمام بتغيراتهم المزاجية أحياناً لأن الدماغ يركز بشكل مفرط على تفسير المعلومات السمعية بدلاً من الإشارات غير لفظية.
- عدم عمق الصوت: أي تفسير الدماغ للضوضاء حول المريض (في الغرفة، في السيارة) بشكل خاطئ. وهذا مشابه لما يحدث عند محاولة سماع شخص يتحدث في التلفزيون في مكان صاخب. أو عند التحدث على الهاتف مع شخص في مكان صاخب (انظر أيضًا: متلازمة King-Kopetzky).
- عدم القدرة على انتقاء الجزء المهم فقط من الضوضاء في البيئة.
- يمكن أن يؤدي فقدان السمع الحسي العصبي إلى نقص المعلومات القادمة من الجهاز الحسي التالف مسببةً «صفير الشبح» أو رنيناً/ طنينًا بينما يحاول الدماغ في الوقت نفسه تفسير البيانات الحسية المفقودة. ويمكن أن يزداد حجم الضوضاء وتكرارها وفقًا للحالة الجسدية للشخص (الإجهاد، التعب، إلخ). والذي يؤدي إلى تفاقم المشكلات الاجتماعية وزيادة صعوبة فهم الكلام.
- التحدث بصوت عالٍ أو ما يسمى «البث»: حيث لا يستطيع الشخص المصاب إدراك حجم صوته مقارنةً بالأشخاص الآخرين في الغرفة نفسها أو في مكان قريب، ما يؤدي إلى أن يعتقد الآخرون (الذين قد يكونوا موجودين خارج النطاق السمعي الطبيعي) بأنه مستبد بالكلام أو غير مثقف.

## قضايا السمع
الأطفال في سن المدرسة والمصابين بفقدان السمع بجهة واحدة يكونون معرضين للحصول على درجات رديئة فيكون بحاجة إلى مساعدة تعليمية. وهذه حالة لا تنطبق على الجميع. مع ذلك، يستطيعون ان يحصلوا على التوعية للتعامل مع المشاكل السلوكية.

يحزن الأشخاص المصابين بــ UHL فقدان السمع بجهة واحدة الصعوبة الكبيرة التي تواجههم لتحديد مصدر الصوت، حيث انه قد لا يكونون قادرين على إيجاد المنبه أو الهاتف من صوت رنينهما.
عند ارتداء ستريوفوني في السماعات، المصابين بفقدان السمع بجهة واحدة يسمعون فقط من قناة واحدة، وبالتالي تكون المعلومات منفصلة (الصوت ووقته يختلفان في القنوات) «لا تحدث مزامنة».